# Steinhöfel (Angermünde)
Steinhöfel ist ein Ortsteil der Stadt Angermünde im Landkreis Uckermark im Nordosten des Landes Brandenburg. Der Ort wurde am 26. Oktober 2003 eingemeindet und war vorher eine eigenständige Gemeinde.

## Lage
Steinhöfel liegt elf Kilometer Luftlinie nordwestlich der Stadt Angermünde in einer seenreichen Endmoränenlandschaft in der südlichen Uckermark und ist Teil des Biosphärenreservats Schorfheide-Chorin. Die Gemarkung Steinhöfels grenzt im Norden an Wilmersdorf, im Osten an Greiffenberg, im Südosten an Görlsdorf, im Süden an Parlow-Glambeck (Ortsteil der Gemeinde Friedrichswalde), im Westen an die Gemeinde Temmen-Ringenwalde (mit den Gemeindeteilen Poratz und Neu-Temmen) sowie im Nordwesten an die Gemeinde Flieth-Stegelitz (mit dem Gemeindeteil Hessenhagen). Zum Ortsteil Steinhöfel gehören die Wohnplätze Friedrichsfelde und Neuhaus. Auf der Gemarkung liegen die abgegangenen Wohnplätze Heinrichshagen und Krummensee.
Der westliche Teil des Ortes hat Anteile am Stolper Forst, der südliche Teil am Görlsdorfer Forst. Nahe der Ortslage Neuhaus befinden sich auf der Gemarkung von Steinhöfel der Laagensee, der Kiehnsee, der Warnitzsee und der Schönebergsee. Südöstlich des Ortes entsteht die Sernitz.
Steinhöfel liegt an der Kreisstraße 7306, durch die Gemarkung des Ortsteils verlaufen zudem noch die Landesstraße 239 (auf der Grenze mit Parlow-Glambeck) sowie die Bundesautobahn 11, deren Anschlussstelle Pfingstberg ist etwa acht Kilometer entfernt. Nahe der Ortslage Friedrichsfelde liegt der Rastplatz Wilmersdorfer Forst. Östlich von Steinhöfel liegt die Bahnstrecke Angermünde–Stralsund auf der Gemarkung.

## Geschichte

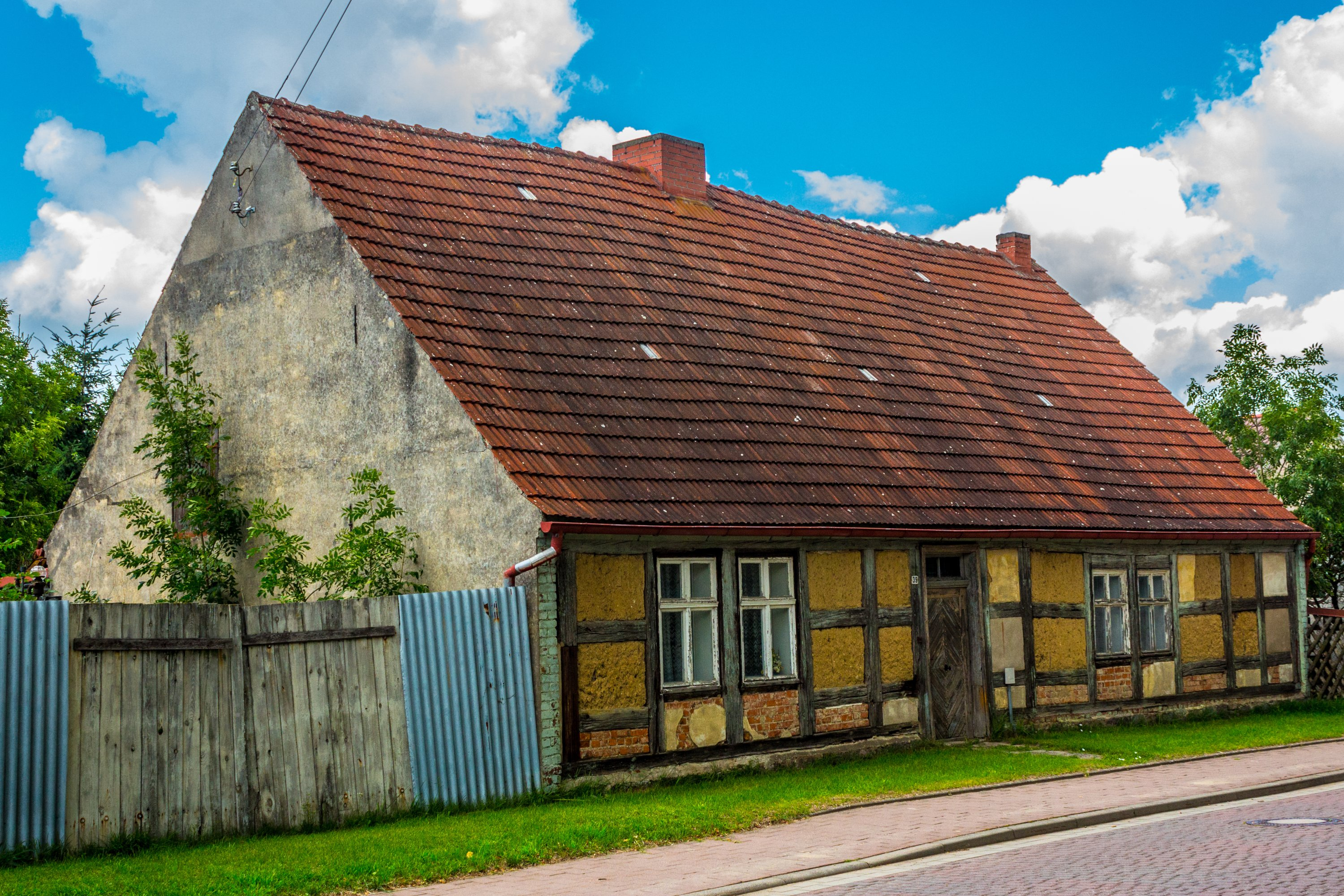
Fachwerkhaus in Steinhöfel

Das Gebiet um die Ortslage Steinhöfel wurde nachweislich bereits um 3000 Jahre v. Chr. besiedelt, was sich durch mittelsteinzeitliche Funde nahe der Ortslage bestätigen lässt. Zwischen 400 und 900 n. Chr. wurde das Gebiet von den Ukranen besiedelt. Die Gründung des heutigen Steinhöfels erfolgte vermutlich zu Beginn des 13. Jahrhunderts durch deutsche Einsiedler. Darauf deutet auch die Dorfkirche hin, die um das Jahr 1220 herum erbaut worden sein muss. Im Landbuch der Mark Brandenburg wurde Steynhovel im Jahr 1375 als Dorf mit 54 Hufen erwähnt, diese Erwähnung stellt die erste urkundliche Erwähnung des Ortes dar. Der Ortsname lässt sich als „steiniger Hügel“ übersetzen. Das Landbuch nennt einen Bertram von Greifenberg als Besitzer von acht Hufen des Dorfes.
Ab 1593 war Steinhöfel jeweils zu halben Teilen unter den Familien von Sparr und von Redern zu Görlsdorf aufgeteilt. Da Steinhöfel damals am Handelsweg zwischen Greiffenberg und Joachimsthal lag, gab es dort zu dieser Zeit eine Zollstelle. Während des Dreißigjährigen Krieges wurden große Teile Steinhöfels zerstört, im Jahr 1688 waren von ursprünglich 20 Bauernstellen zwölf verwüstet. Um 1865 gab es in Steinhöfel eine Ziegelei, die jedoch nicht lange in Betrieb war. Ab 1914 wurden die Straßen in Steinhöfel befestigt, 1923 wurde der Ort an das Stromnetz angebunden. Nach dem Ende des Zweiten Weltkrieges hatte Steinhöfel durch die Aufnahme von Flüchtlingen aus den deutschen Ostgebieten einen großen Einwohnerzuwachs zu verzeichnen.
Bis 1952 gehörte Steinhöfel zum Landkreis Angermünde, der bis 1946 Teil der preußischen Provinz Brandenburg war. Nach der DDR-Kreisreform gehörte der Ort zum Kreis Angermünde im Bezirk Frankfurt (Oder). Am 1. Januar 1957 wurden die Gemeinden Friedrichsfelde und Neuhaus nach Steinhöfel eingemeindet. Im folgenden Jahr wurde eine Landwirtschaftliche Produktionsgenossenschaft gegründet. 1973 wurde die Schule des Ortes geschlossen.
Seit der Wende und der brandenburgischen Kreisreform 1993 gehört Steinhöfel zum Landkreis Uckermark. Am 26. Oktober 2003 wurde der Ort nach Angermünde eingemeindet.

## Sehenswürdigkeiten

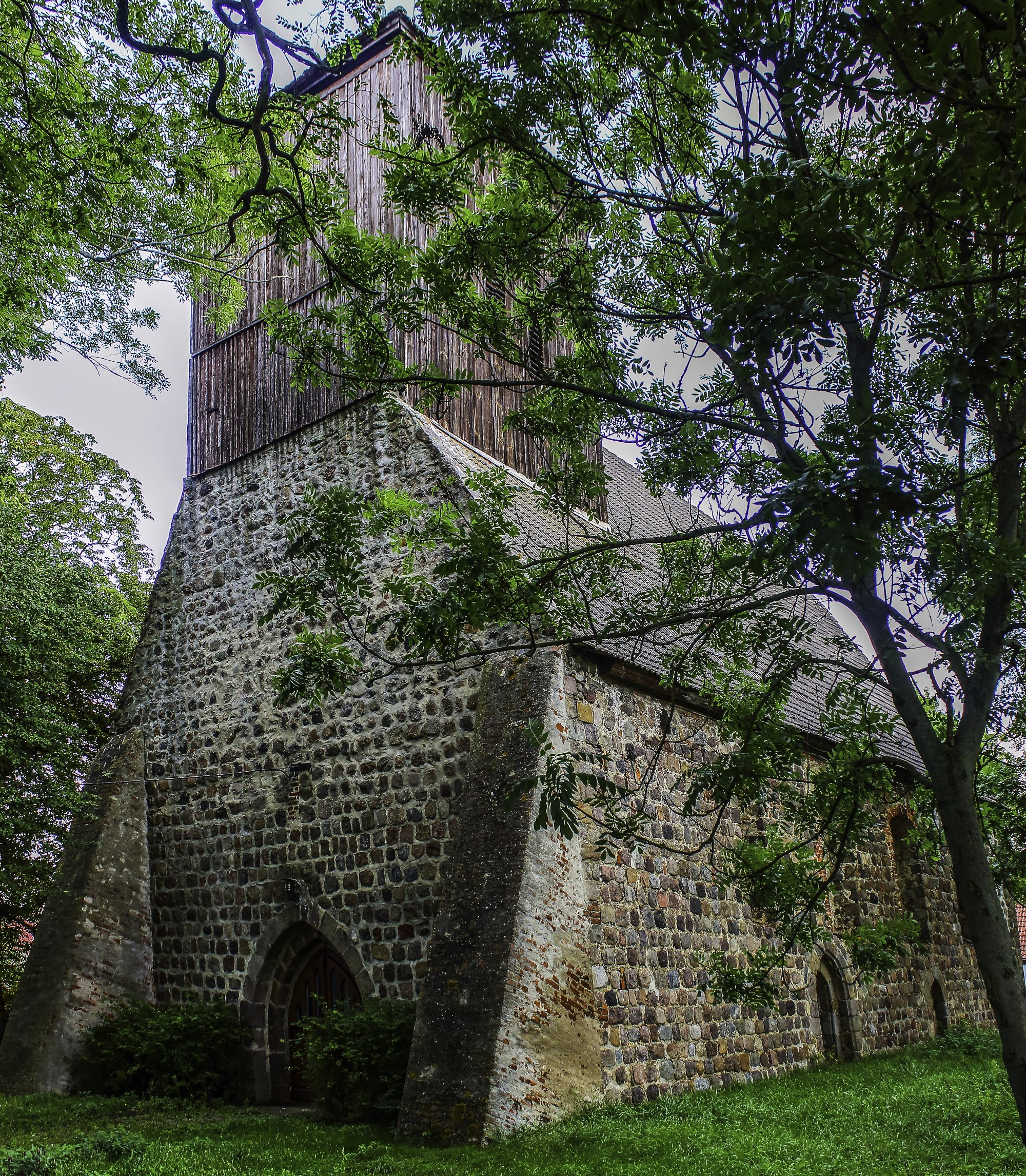
Dorfkirche

- Die evangelische Dorfkirche Steinhöfel ist ein rechteckiger Feldsteinsaalbau. Errichtet wurde das Sakralgebäude in der zweiten Hälfte des 13. Jahrhunderts. Die Dorfkirche hat jeweils im Westen und im Süden gestufte Spitzbogenportale, die Fenster der Kirche wurden im 18. Jahrhundert korbbogig verändert. 1720 wurde der verbretterte Westturm hinzugefügt. Die Ausstattung der Kirche ist größtenteils neugotisch, der Schnitzaltar stammt aus den 1470er-Jahren.[4]
- Das Wohnhaus in der Steinhöfler Straße 38 ist ein eingeschossiges, traufständiges Fachwerkhaus mit einem Satteldach, das Ende des 18. oder Anfang des 19. Jahrhunderts errichtet wurde. Das Wohnhaus wie auch die Kirche stehen unter Denkmalschutz.

## Einwohnerentwicklung
| Jahr | Einwohner |
| ---- | --------- |
| 1875 | 456       |
| 1890 | 398       |
| 1925 | 370       |

| Jahr | Einwohner |
| ---- | --------- |
| 1933 | 342       |
| 1939 | 338       |
| 1946 | 471       |

| Jahr | Einwohner |
| ---- | --------- |
| 1950 | 474       |
| 1964 | 443       |
| 1971 | 416       |

| Jahr | Einwohner |
| ---- | --------- |
| 1981 | 284       |
| 1989 | 246       |
| 1994 | 240       |

| Jahr | Einwohner |
| ---- | --------- |
| 1998 | 248       |
| 2002 | 224       |

Gebietsstand des jeweiligen Jahres